# Ichthyodes
Ichthyodes är ett släkte av skalbaggar. Ichthyodes ingår i familjen långhorningar.

## Bildgalleri

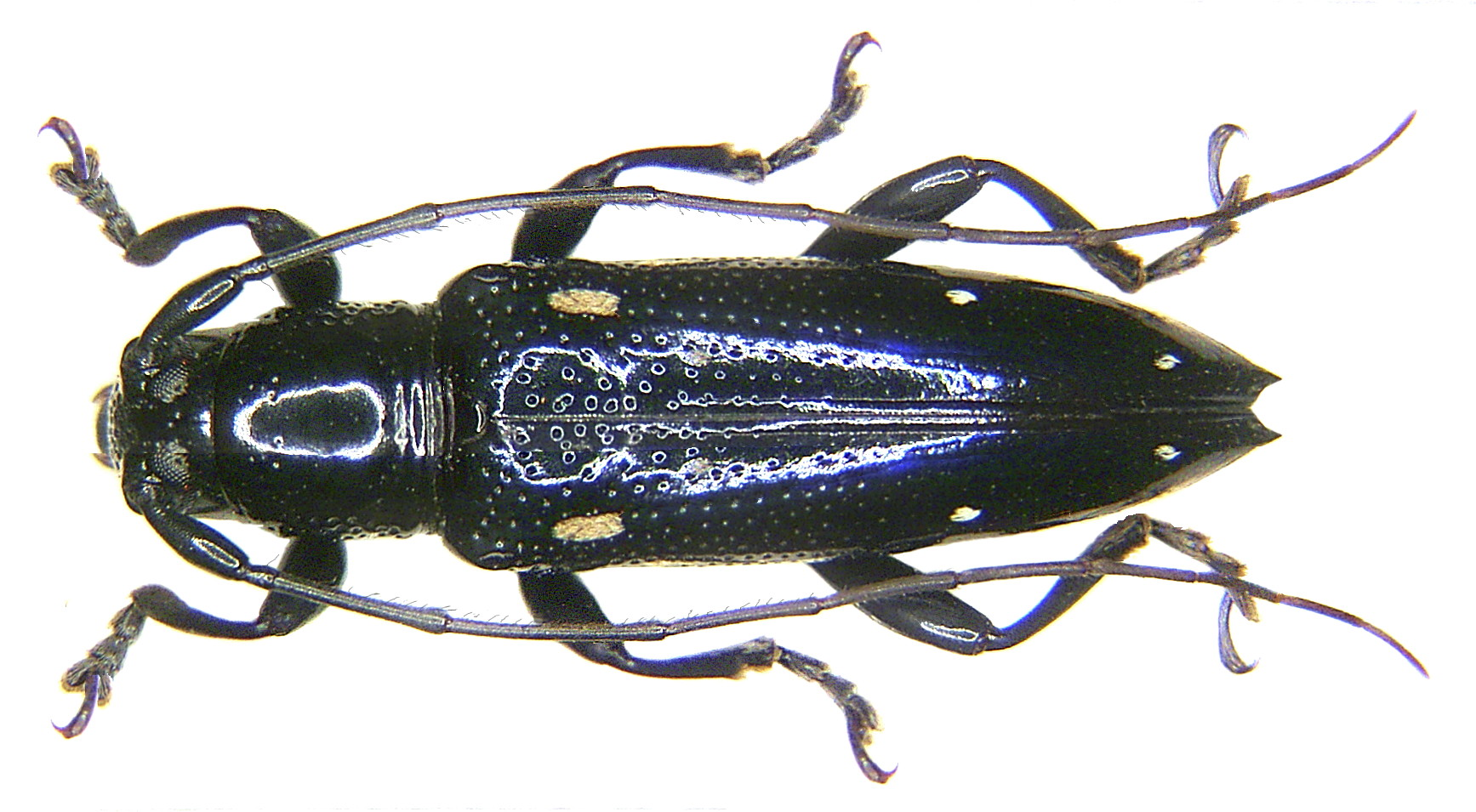
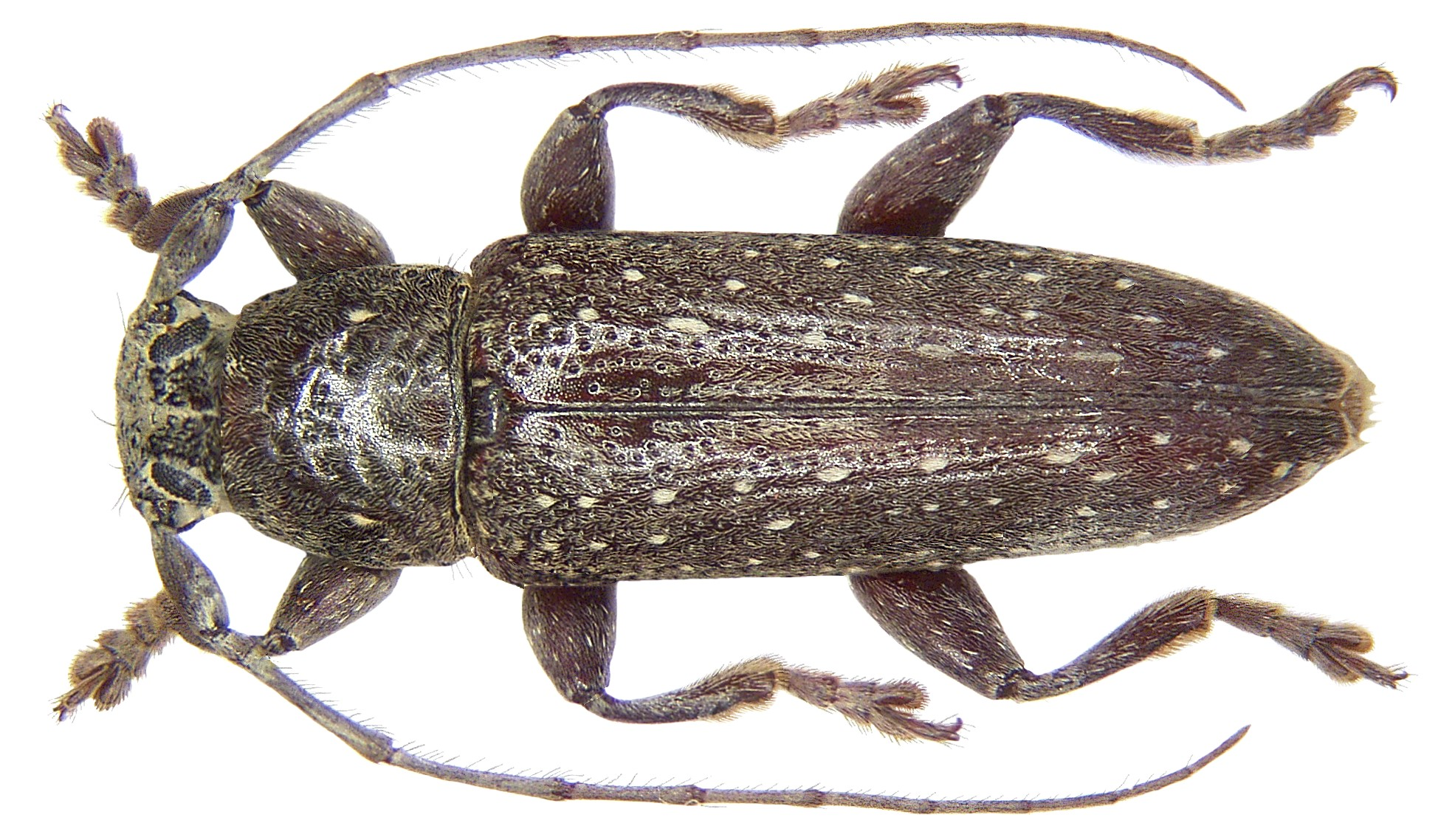
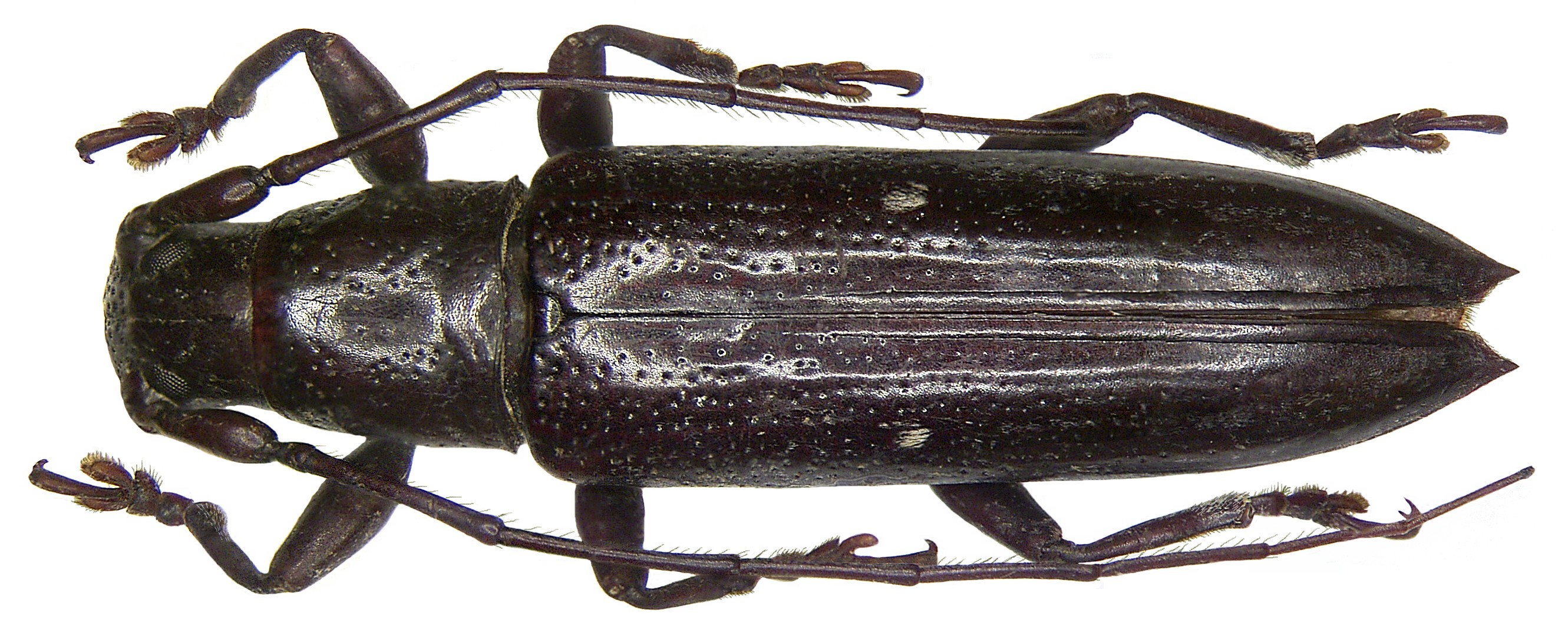
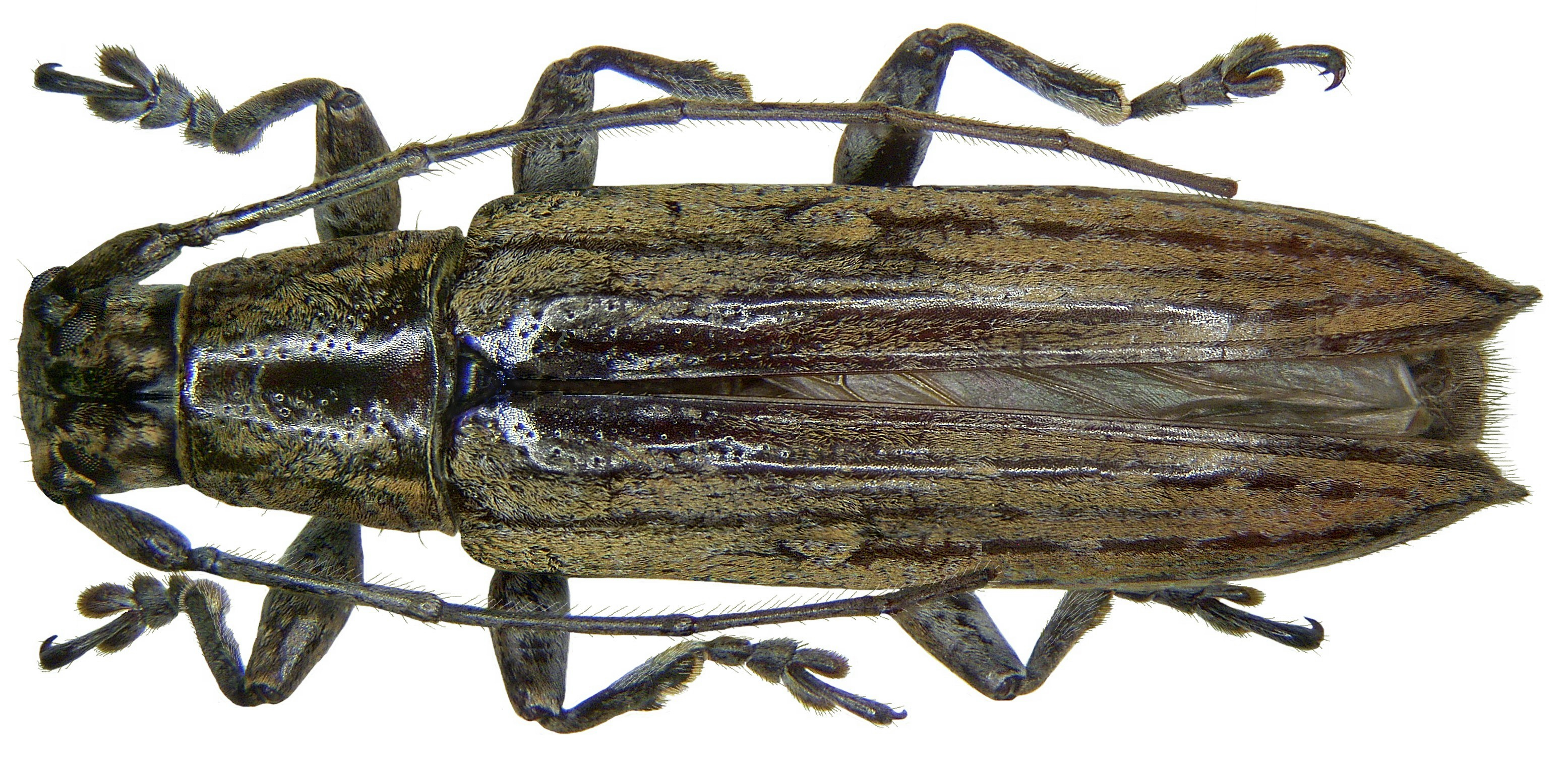
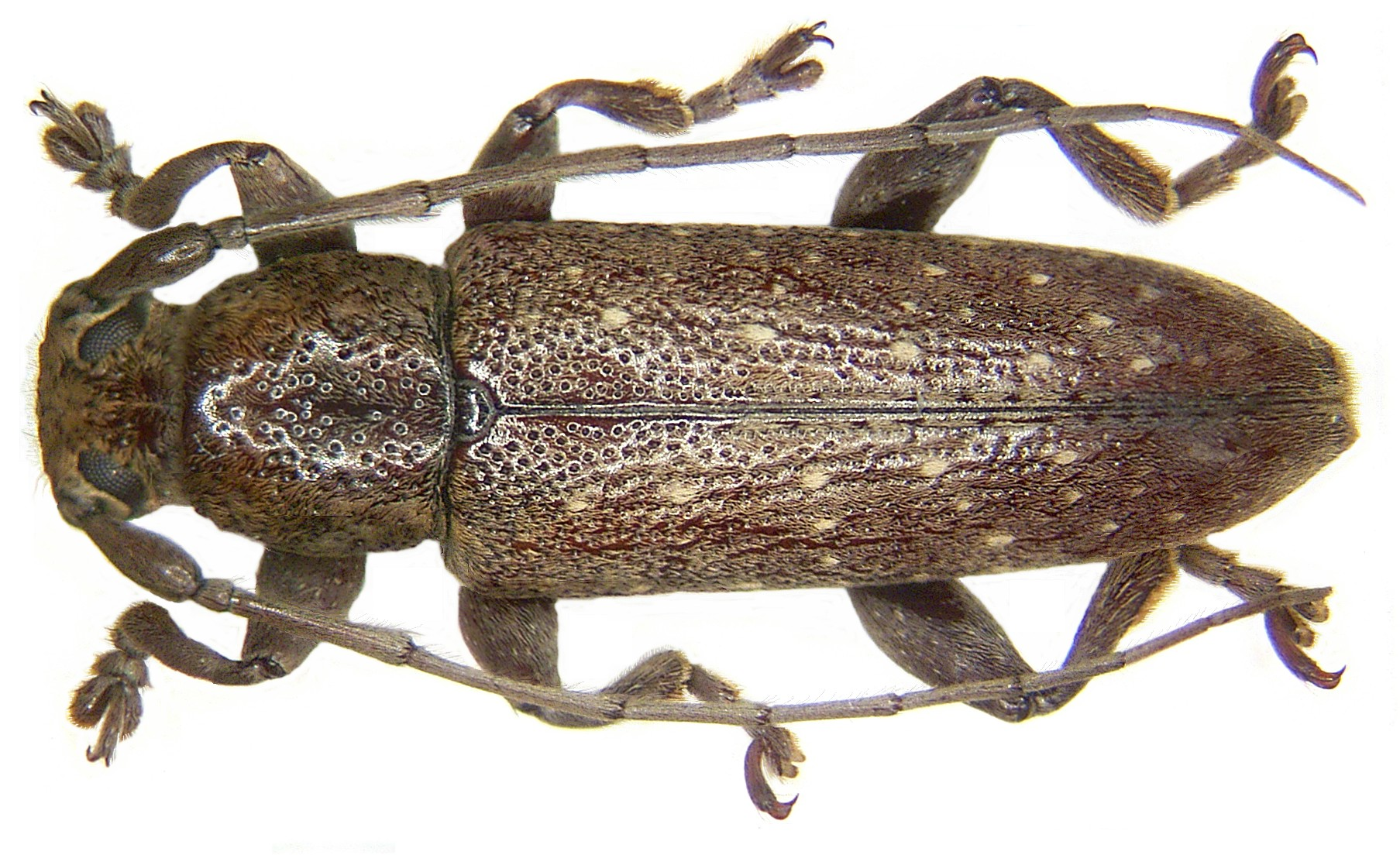
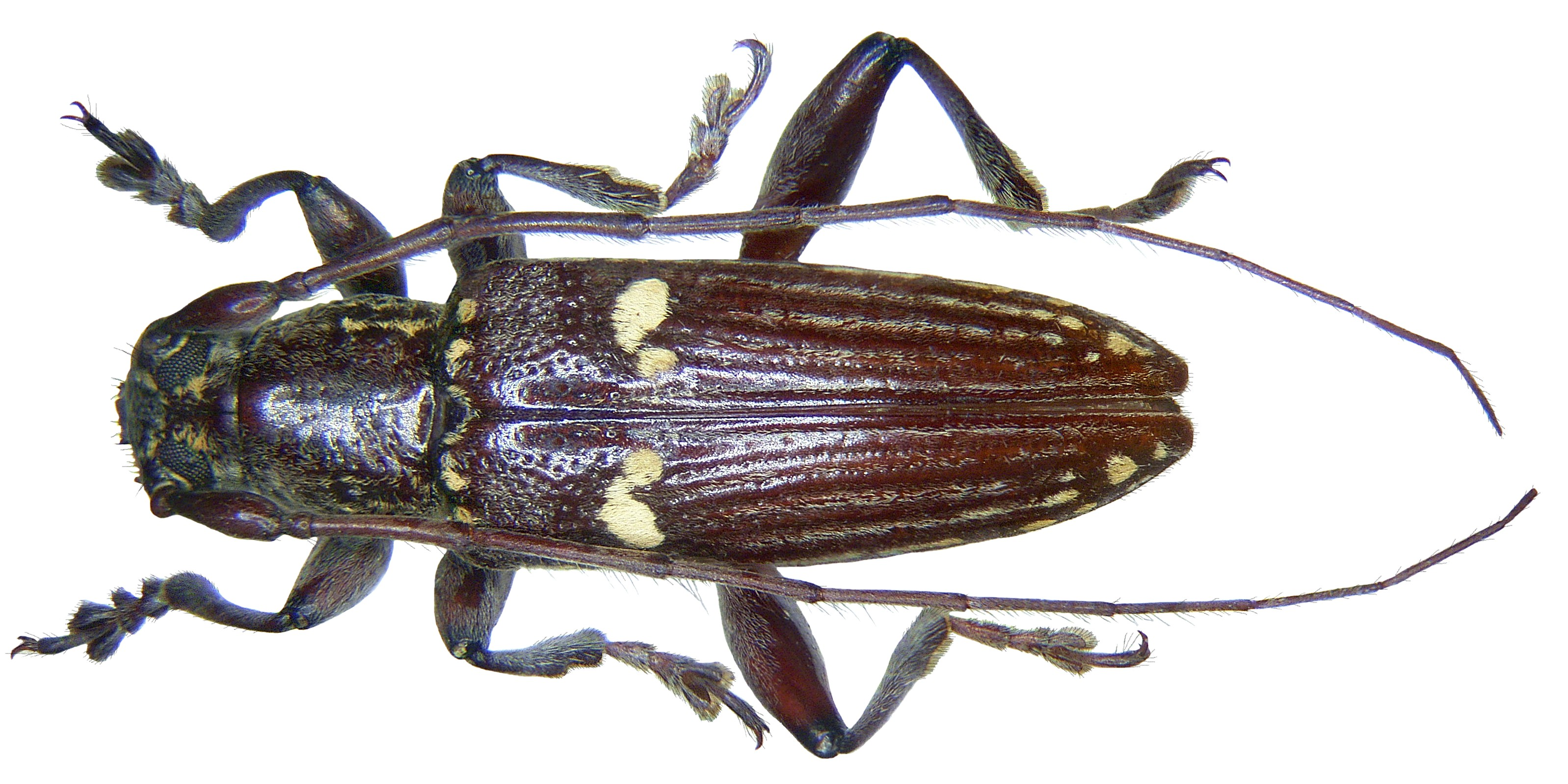

## Dottertaxa tillIchthyodes, i alfabetisk ordning[1]
- Ichthyodes acutipennis
- Ichthyodes affinis
- Ichthyodes albovittata
- Ichthyodes biguttula
- Ichthyodes biplagiata
- Ichthyodes bisignifera
- Ichthyodes centurio
- Ichthyodes ciliata
- Ichthyodes dunni
- Ichthyodes fergussoni
- Ichthyodes floccifera
- Ichthyodes floccosa
- Ichthyodes freyi
- Ichthyodes indistincta
- Ichthyodes jackmani
- Ichthyodes kaszabi
- Ichthyodes kaszabiana
- Ichthyodes leucostictica
- Ichthyodes lineatopunctata
- Ichthyodes lineigera
- Ichthyodes lineigeroides
- Ichthyodes longicornis
- Ichthyodes loriai
- Ichthyodes maculicollis
- Ichthyodes maxima
- Ichthyodes neopommeriana
- Ichthyodes nigripes
- Ichthyodes obliquata
- Ichthyodes ochreoguttata
- Ichthyodes papuana
- Ichthyodes parterufotibialis
- Ichthyodes proxima
- Ichthyodes pseudosybroides
- Ichthyodes punctata
- Ichthyodes puncticollis
- Ichthyodes rosselli
- Ichthyodes rotundipennis
- Ichthyodes rubricollis
- Ichthyodes rufipes
- Ichthyodes rufitarsis
- Ichthyodes spinipennis
- Ichthyodes stictica
- Ichthyodes striata
- Ichthyodes sulciceps
- Ichthyodes surigaonis
- Ichthyodes sybroides
- Ichthyodes szekessyi
- Ichthyodes ternatensis
- Ichthyodes tricolor
- Ichthyodes trobriandensis
- Ichthyodes truncata
- Ichthyodes unicoloripennis
- Ichthyodes websteri
- Ichthyodes xanthosticta